# Motrico (cheval)
Motrico (1925-c. 1951) est un cheval de course pur-sang. Il remporte deux fois le Prix de l'Arc de Triomphe, en 1930 et 1932.    

## Carrière de course
Élevé par Maurice Labrouche et portant les couleurs du Vicomte Max de Rivaud, Motrico était entraîné à Maisons-Laffitte par Maurice d'Okhuysen et monté en course par André Rabbe puis Charles Semblat, le grand jockey français de l'entre-deux-guerres. Sa longue carrière débuta à 2 ans, où il se signala en fin d'année par sa victoire dans le Critérium de Saint-Cloud. L'année suivante, il termina au pied du podium dans le Prix de l'Arc de Triomphe. Il fit l'impasse sur la grande épreuve en 1929 mais réalisa une grande année 1930, ponctuée par un doublé Prix du Prince d'Orange / Prix de l'Arc de Triomphe. Âgé de 5 ans, il était temps pour lui de rentrer au haras. 
Mais Motrico s'avère un bien piètre étalon. Aussi, le sachant plus doué pour la course que pour la saillie, on le renvoya au champ d'honneur en 1932, et avec succès, puisqu'il remporta un nouveau Prix du Prince d'Orange et, quelques semaines plus tard, un deuxième Prix de l'Arc de Triomphe, devenant le deuxième cheval à conserver son titre, après Ksar, dans cette épreuve créée en 1920. Seulement quatre chevaux parviendront à les imiter au XXe siècle : Corrida, Tantième, Ribot et Alleged. En décrochant la timbale à 7 ans, il devient le plus vieux vainqueur d'Arc, un record qu'il détient toujours aujourd'hui. Le seul aussi à n'avoir pas complété son doublé sur deux années consécutives. Le seul aussi qui se produisit en obstacles durant sa carrière (et gagna).  

## Au haras
Motrico, on l'a dit, était un étalon plus que médiocre. Lors de sa seconde entrée au haras, il parvint tout de même à engendrer, sinon des chevaux ayant la classe suffisante pour courir en plat, un lauréat du Grand Steeple-Chase de Paris 1944, Hanhof, et aussi Vulgan, un reproducteur significatif dans la discipline de l'obstacle.  

## Origines
Motrico est le principal titre de gloire de Radamès, un lauréat du Grand Prix de Saint-Cloud et du Prix d'Ispahan qui n'a guère laissé de trace au stud, bien qu'il portât les sangs des grands St. Simon et Flying Fox. Du côté de la famille maternelle on note le nom de Melina, la troisième mère de Motrico, qui fut l'une des meilleures pouliches de sa génération et accrocha un Prix Vermeille à son palmarès en 1898.

### Pedigree
| Origines de Motrico (FR), mâle alezan né en 1925 | Origines de Motrico (FR), mâle alezan né en 1925 | Origines de Motrico (FR), mâle alezan né en 1925 | Origines de Motrico (FR), mâle alezan né en 1925 |
| ------------------------------------------------ | ------------------------------------------------ | ------------------------------------------------ | ------------------------------------------------ |
| Père Radamès 1915                                | Rabelais 1900                                    | St. Simon                                        | Galopin                                          |
| Père Radamès 1915                                | Rabelais 1900                                    | St. Simon                                        | St. Angela                                       |
| Père Radamès 1915                                | Rabelais 1900                                    | Satirical                                        | Satiety                                          |
| Père Radamès 1915                                | Rabelais 1900                                    | Satirical                                        | Chaff                                            |
| Père Radamès 1915                                | Full Cry 1902                                    | Flying Fox                                       | Orme                                             |
| Père Radamès 1915                                | Full Cry 1902                                    | Flying Fox                                       | Vamppire                                         |
| Père Radamès 1915                                | Full Cry 1902                                    | Lady Villinkins                                  | Hagioscope                                       |
| Père Radamès 1915                                | Full Cry 1902                                    | Lady Villinkins                                  | Dinah                                            |
| Mère Martigues 1913                              | Doricles 1898                                    | Florizel                                         | St. Simon                                        |
| Mère Martigues 1913                              | Doricles 1898                                    | Florizel                                         | Perdita                                          |
| Mère Martigues 1913                              | Doricles 1898                                    | Rosalie                                          | Rosicrucian                                      |
| Mère Martigues 1913                              | Doricles 1898                                    | Rosalie                                          | Pitteri                                          |
| Mère Martigues 1913                              | Majorque 1908                                    | Le Sagittaire                                    | Le Sancy                                         |
| Mère Martigues 1913                              | Majorque 1908                                    | Le Sagittaire                                    | La Dauphine                                      |
| Mère Martigues 1913                              | Majorque 1908                                    | Melina                                           | Barberousse                                      |
| Mère Martigues 1913                              | Majorque 1908                                    | Melina                                           | Medine (famille 3-b)                             |